# Кодацький редут
Кодацький редут — земляне укріплення навпроти Кодаку (Нового), який був полковим містом Кодацької паланки. Був частиною Української оборонної лінії.
Кам'янсько-Кодацька переправа обумовила побудову Кодацького та Протовчанського редутів (у Кам'янці).
Кодацький редут був відомий з російсько-турецької війни 1735-39 років. Редут мав квадратну форму 21 на 21 метрів з видовженими бічними фронтами, які підходили до самого Дніпра. Площа редуту — 760 кв.м. Площа подвір'я — 16 соток. Зовні північний фронт з брамою сягав 33 метрів, у той час як бічні, що йшли до Дніпра, були 46 м (західний) і 40 м (східний). Всередині, з обох сторін від входу, знаходилося шість споруд: 10 на 3 метри й 13 на 3 метри, і чотири невеличкі — приблизно 3 на 2,5 м. Ширина профілю укріплення (рів й вал) дорівнювала 6,5 метрів. Поверх валу на бруствері, а також перед валом були встановлені дерев'яні загострені рогатки. Між валом та ровом пролягала берма — неширока горизонтальна ділянка. Відмінність Кодацького редуту від інших — відсутність жодного реданного виступу, що мав прикривати в'їзну до укріплення браму.
У 1730-х й 1740-х російський уряд склав чотири проекти й частково побудував Українську оборонну лінію. Між земляними фортецями (ретрашементи) були земляні редути. У більшості випадків використовувалися давні козацькі укріплення.
М. Корж: «…редути й фігури, які влаштовані були по ту (ліву) сторону Дніпра від північно-східної сторони, що починається від устя Орілі до самої Конки. Скрізь понад самим Дніпром, коло води побудований ряд заїжджі подвір'я, коло яких побудовані фігури чудним та дивовижним манером на відстані від редута у половину, або чверть версти. Кожну фігуру будували з 20 смолених бочок.». Відстань від заїжджих подвірь-редутів була 10, 20 або 30 верст. Будівля кожного редуту була простою, схожою на січовий курінь або казарму без комірчини або перегородок, із сіньми і однією через сіні комірчиною для вантажу. Вкритий був звичайною шалівкою або очеретом. Обведено редут був просторим подвір'ям з дерев'яним парканом зі стайнями для коней.